# Sløborn
Sløborn is een Duits-Deense televisieserie geproduceerd door Syrreal Entertainment, ZDF, Tobis Film en Nordisk Film. De serie komt uit de pen van Christian Alvart, die optrad als regisseur, scenarioschrijver, producent en cameraman. De hoofdrollen worden gespeeld door Emily Kusche, Alexander Scheer, Mads Hjulmand, Lea van Acken, Nina Diedrich, Adrian Grünewald en Wotan Wilke Möhring en werd gefilmd in Norderney, in het Duitse Brandenburg en in Polen.

## Verhaal

### Sezioen 1
Sløborn is een (fictief) Duits Noordzee-eiland vlak bij de grens met Denemarken. Terwijl er berichten in de media zijn van een besmettelijke ziekte die in het buitenland voorkomt, de duivengriep, vinden daar alledaagse taferelen plaats: de 15-jarige Evelin Kern merkt dat ze zwanger is van haar leraar Milan Gruber; haar ouders willen uit elkaar, onder meer omdat haar moeder een hotelproject uitvoert voor de kust van Sløborn, maar haar vader wil als wetenschapper in Berlijn werken. De bekende auteur Nikolai Wagner is een van de bezoekers van het toeristische eiland, die hier op uitnodiging van boekverkoper Merit Ponz een lezing houdt. Wagner werkt aan een nieuwe roman. Wagner werkt aan een nieuwe roman. Hij is blut, worstelt met drugsverslaving en een writer's block. De Deen Magnus Fisker keert terug naar Sløborn om een rehabilitatieproject te leiden met jongeren die misdrijven hebben gepleegd en om hen te helpen bij het herstellen van een vervallen hoeve. Evelin komt op voor haar klasgenoot Hermann, de zoon van de plaatselijke politieagent die wordt gepest door zijn klasgenoten.
Wanneer een zeilboot aan de kust van het eiland vastloopt, vinden de jongeren Fiete, Louis en Ole de lichamen van een Amerikaans stel aan boord. Ze stelen waardevolle spullen en mobiele telefoons van het paar en verlaten de boot. Fiete vindt opnames op de mobiele telefoon waaruit blijkt dat het stel ziek werd en stierf aan de duivengriep. Kort daarna vertonen de drie tieners ook hun eerste symptomen. Ze gaan naar het ziekenhuis en sterven. Ook andere bewoners van het eiland die contact hadden met de geïnfecteerden, werden ziek. Sløborn wordt afgezet, bloedonderzoeken, de verplichting om maskers te dragen en een avondklok, die restrictief wordt opgelegd door de Bundeswehr, worden opgelegd. Een gemuteerde variant van het virus wordt gevonden bij Evelin. Haar minnaar Gruber sterft, maar ze is blijkbaar immuun ondanks milde symptomen. Ze is daarom het eiland uit gevlogen voor verder onderzoek.
Ze wordt naar een kliniek in Kiel in Sleeswijk-Holstein gebracht, waar ze andere patiënten ontmoet naar wie onderzoek moet worden gedaan voor de productie van een tegengif dat andere hun leven kan redden. In paniek vlucht Evelin de kliniek uit. Ze ontmoet haar vader, die haar wil meenemen naar zijn laboratorium in Berlijn. Ze wantrouwt hem ook, vlucht uit zijn auto en keert met behulp van een vissersboot terug naar Sløborn. Daar vormt zich onder de bewoners van het eiland verzet tegen de massale aantasting van hun basisrechten. Samen met Hermann komt Evelin erachter dat het eiland moet worden geëvacueerd om alle vermoedelijke besmettingsgevallen, al dan niet besmet, te isoleren van de rest van de bevolking. Evelin vermoedt dat dit voor de inwoners van Sløborn die nog niet besmet zijn, een zekere infectie en dus de dood betekent. Hierdoor evacueren zij en haar broers en zussen, net als Magnus Fisker en zijn jeugdgroep. Fisker verzet zich tegen de Bundeswehr en wordt neergeschoten, zodat Evelin, haar broers Nikolai Wagner, die zijn roman op het eiland afrondde, en de groep jongeren de enigen zijn die nog op het eiland zijn. In de bus waarmee de moeder van de vier kinderen wordt geëvacueerd, vertoont een van de andere passagiers ineens ook ziekteverschijnselen. Het is waar dat de zieken niet geïsoleerd zijn van de gezonde en dat dit niet gepland was. Het verdere lot van de geëvacueerde bewoners wordt niet opgehelderd.

### Seizoen 2
Sommige bewoners - waaronder de zwangere Evelin en haar drie broers, Nikolai die bij hen inwoont, Freja en enkele leden van de jongerengroep die ze leidt, en de drugsdealer Jan - ontweken de evacuatie van Sløborn omdat ze bang waren dat er een grotere buiten het eiland zou komen. blootgesteld aan het risico van infectie. Het eiland heeft geen elektriciteit en wordt geteisterd door plunderaars, daarom wil Evelin toch met haar broers het vasteland bereiken.

### Seizoen 3
Volgens verschillende interviews komt er in 2023 een derde seizoen. De personages die in het eerste seizoen zijn geïntroduceerd, zullen centraal staan in het derde seizoen.

## Productie
De serie had oorspronkelijk de werktitel "Slow Burn", omdat volgens de auteur en regisseur Christian Alvart het idee achter de serie is om een catastrofe in slow motion te vertellen. Hieruit is de uiteindelijke naam Sløborn ontstaan, die met de letter "Ø" de plaats van handeling in het grensgebied met Denemarken moet aangeven. Het serieconcept is ontworpen voor vier seizoenen.
Gefilmd werd vanaf 28 augustus 2019 onder meer plaats op het Oost-Friese eiland Norderney en in de Poolse badplaats Sopot. Sommige scènes zijn gemaakt in het voormalige torpedo-wapengebied Hexengrund van de Luftwaffe Munitionsanstalt 3 / I op de Putziger Wiek, een deel van de Danzigbaai bij Gdynia.
In de postproductie van december 2019 tot eind mei 2020 werden ook enkele verwijzingen naar de huidige coronacrisis en de bijwerkingen ervan besproken. Zo werd informatie over de huidige situatie aangegeven als: “Moet ik nu desinfectiemiddel drinken?”. De overweging van ZDF om de serie vanwege de huidige pandemie op een later tijdstip uit te zenden, werd echter afgewezen.

## Afleveringen

### Seizoen 1
| Nr. (in serie) | Nr. (in seizoen) | Regisseur        | Schrijver                              | Uitzenddatum | Uitzenddatum     |
| -------------- | ---------------- | ---------------- | -------------------------------------- | ------------ | ---------------- |
| 1              | 1                | Christian Alvart | Christian Alvart Erol Yesilkaya        | 23 juli 2020 | 21 december 2020 |
| 2              | 2                | Christian Alvart | Christian Alvart Henner Schulte-Holtey | 23 juli 2020 | 21 december 2020 |
| 3              | 3                | Adolfo Kolmerer  | Christian Alvart Henner Schulte-Holtey | 23 juli 2020 | 21 december 2020 |
| 4              | 4                | Adolfo Kolmerer  | Christian Alvart Henner Schulte-Holtey | 23 juli 2020 | 21 december 2020 |
| 5              | 5                | Adolfo Kolmerer  | Christian Alvart Siegfried Kamml       | 23 juli 2020 | 21 december 2020 |
| 6              | 6                | Adolfo Kolmerer  | Christian Alvart                       | 23 juli 2020 | 21 december 2020 |
| 7              | 7                | Christian Alvart | Christian Alvart Erol Yesilkaya        | 23 juli 2020 | 21 december 2020 |
| 8              | 8                | Christian Alvart | Christian Alvart Arend Remmers         | 23 juli 2020 | 21 december 2020 |

### Seizoen 2
| Nr. (in serie) | Nr. (in seizoen) | Regisseur        | Schrijver        | Uitzenddatum   | Uitzenddatum |
| -------------- | ---------------- | ---------------- | ---------------- | -------------- | ------------ |
| 1              | 1                | Nader te bepalen | Nader te bepalen | 7 januari 2022 | 5 april 2022 |
| 2              | 2                | Nader te bepalen | Nader te bepalen | 7 januari 2022 | 5 april 2022 |
| 3              | 3                | Nader te bepalen | Nader te bepalen | 7 januari 2022 | 5 april 2022 |
| 4              | 4                | Nader te bepalen | Nader te bepalen | 7 januari 2022 | 5 april 2022 |
| 5              | 5                | Nader te bepalen | Nader te bepalen | 7 januari 2022 | 5 april 2022 |
| 6              | 6                | Nader te bepalen | Nader te bepalen | 7 januari 2022 | 5 april 2022 |

## Charisma
Sløborn beleefde zijn Duitse tv-première met een uitzending van vier afleveringen op ZDFneo op 23 juli 2020. Op dezelfde dag werd het hele seizoen voor het eerst gepubliceerd in de ZDFmediathek. Op 24 juli werd de serie uitgebracht op Blu-ray en dvd in Duitsland, Oostenrijk en Zwitserland.
Op 27 november 2020 maakte ZDF in een persbericht bekend dat de serie zou worden voortgezet. Het tweede seizoen werd uitgebracht op 7 januari 2022 op ZDFmediathek in Duitsland. Op de Duitse televisie vindt de uitzending plaats op 11 en 12 januari 2022, met elk drie afleveringen op ZDFneo. Het wordt vanaf 21 februari 2022 in dubbele afleveringen uitgezonden op ZDF.

## Ontvangst
De eerste aflevering van Sløborn bereikte 0,69 miljoen Duitse kijkers toen deze voor het eerst werd uitgezonden op 23 juli 2020 in prime time op ZDFneo. Dat kwam overeen met een marktaandeel van 2,4 procent. De andere afleveringen behaalden op 23 juli een marktaandeel van 2,2, 1,6 en 1,5 procent. "In geen enkel ander programma werd het bereik zo sterk naar boven bijgesteld als in de ZDFneo-serie. Het was tot 180.000 kijkers hoger - dat maakt een groot verschil. De sterkste aflevering bereikte nu 690.000 kijkers, en meer. De gevolgen bleven net achter. En op vrijdag werd de grens van een half miljoen Duitse kijkers nu duidelijk overschreden. Dat hielp het marktaandeel, dat laat op de avond steeg tot meer dan drie procent. "
Het volledige online aanbod voor Sløborn heeft tot dusver (per 11/2020) in totaal 6,36 miljoen Duitse waarnemingen opgeleverd sinds het online was op 23 juli 2020. De on-demand video's van de volledige afleveringen bereiken 5,75 miljoen Duitse kijkers (gemiddeld 719.000 kijkers / gemiddeld 0,44 miljoen Duitse kijkers per aflevering). Dit komt overeen met 90 procent van het totale verbruik. Dit maakt Sløborn de meest succesvolle ZDFneo-serie in de ZDFmediathek.